# My Fair Lady (Film)
My Fair Lady ist eine Musicalverfilmung aus dem Jahr 1964, deren Handlung auf dem gleichnamigen Bühnenmusical von Alan Jay Lerner (Text) und Frederick Loewe (Musik) nach dem Stück Pygmalion von George Bernard Shaw basiert. Der Film wurde bei der Oscarverleihung 1965 als beste Produktion des Jahres ausgezeichnet.

## Handlung
Die Handlung des Films folgt direkt der Fassung des Bühnenstücks: Der Phonetiker Professor Higgins wettet mit seinem Freund Colonel Pickering, aus der ungebildeten und derben Blumenverkäuferin Eliza Doolittle eine Dame der Gesellschaft machen zu können. Diese ist zunächst gar nicht angetan von der Idee, den Unterricht zu nehmen, welchen ihr Higgins aufdrängt, doch als es darum geht, dass sie, die meist auf den Straßen Londons leben musste, ein Dach über dem Kopf bekommt, stimmt Eliza zu.
Mit der Zeit wird aus Eliza Doolittle eine „Mayfair Lady“, die jedoch eines Tages bei einem Pferderennen einen Eklat verursacht und in ihr altes Schema zurückfällt, als sie in Anwesenheit des Professors, seiner Mutter und Colonel Pickerings dem Rennpferd „Pfeffer in den Arsch“ streuen will, wenn es nicht schneller laufe.
Nun wird der junge Freddy Eynsford-Hill auf Eliza aufmerksam. Das große Finale stellt ein Ball in der feinen Gesellschaft Londons dar, zu dem Higgins und Pickering sie begleiten. Hier fällt sie durch ihre gewählte Aussprache auf und tanzt mit dem Prinzen von Transsilvanien. Von einem anwesenden ausländischen Sprachforscher wird sie sogar für eine ungarische Prinzessin gehalten.
Der Professor, nun sichtlich erfreuter als am Tag des Rennens, wird von Pickering beglückwünscht. Higgins hat die Wette gewonnen. Beide vergessen Eliza, die nun versteht, dass sie für die Wette nur benutzt worden ist. Wütend verlässt sie ohne Nachricht das Haus von Higgins und sucht noch einmal voller Wehmut ihr altes Milieu in Covent Garden auf. Doch hier ist sie nicht mehr zu Hause, hat sie sich doch schon zu sehr in eine Dame verwandelt und wird von alten Bekannten nicht mehr erkannt. Sie findet schließlich Trost und Zuspruch bei Higgins’ Mutter, die sie in ihrer neuen Selbstständigkeit bestärkt und ermutigt, Higgins’ rauen Manieren zu trotzen. Obwohl sie gegenüber Higgins, der plötzlich bei seiner Mutter auftaucht und Eliza wie einen entlaufenen Hund zurückholen will, aus Trotz zunächst behauptet, sie wolle Freddy heiraten, nun selbst (mit dem Sprachforscher, der sie für eine Prinzessin hielt) Phonetik unterrichten und dabei seine Methoden anwenden, kehrt sie am Ende doch zu ihm zurück. Offen bleibt, wie sich ihre Zukunft mit dem Professor gestaltet, der doch so gerne Junggeselle war.

## Hintergrund

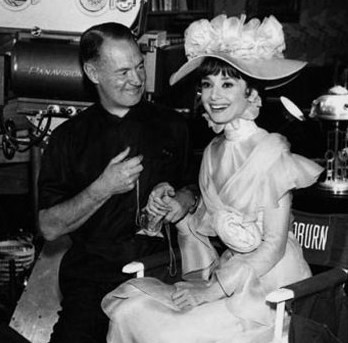
Audrey Hepburn mit Kameramann Harry Stradling Sr.

Mit einem Budget von 17 Millionen US-Dollar in den Warner-Bros.-Studios im kalifornischen Burbank gedreht, spielte der Film an den Kinokassen 72 Millionen Dollar ein – ein voller Erfolg, wenn man berücksichtigt, dass Warner Bros. die Rechte für nur 5,5 Millionen Dollar erwarb.
Zunächst hätte Vincente Minnelli die Regie führen sollen, doch als seine Gagenansprüche zu hoch waren, fiel die Wahl auf George Cukor.
Auch in Sachen Besetzung hatte man nicht immer die Erste Wahl. Obwohl Rex Harrison und Julie Andrews in der Broadway-Inszenierung spielten, die dort sehr erfolgreich 6,5 Jahre aufgeführt worden war, hatte Jack Warner zuerst ursprünglich Cary Grant für den Part des Professor Higgins im Gespräch. Dieser lehnte aber ab und verwies auf Rex Harrison, (er soll gesagt haben, dass er sich den Film nicht ansehen werde, wenn Harrison nicht Higgins spiele). Bei der Wahl der Hauptdarstellerin blieb das Studio aber hart und setzte Audrey Hepburn gegen die unbekannte Andrews durch. Wie Audrey Hepburn Jahre später verriet, im Falle ihrer Absage hätte zuerst Elizabeth Taylor, und wenn sie abgesagt und nur dann, vielleicht Julie Andrews die Rolle der Eliza erhalten. Pikanterweise gewann später Julie Andrews für ihre Rolle in Mary Poppins den Oscar als beste Hauptdarstellerin, während Audrey Hepburn nicht einmal für einen Oscar nominiert wurde. Elizas Vater sollte eigentlich James Cagney spielen, doch als er sich aus dem Projekt zurückzog, ging die Rolle in letzter Minute an Stanley Holloway, der Alfred Doolittle schon am Broadway gespielt hatte.
Größere technische Probleme bereitete Rex Harrisons Gesangsstil. Aufgrund seines speziellen Sprechgesangs war es unmöglich, die Gesangsnummern vorher aufzunehmen und ihn dann zum Playback lippensynchron zu filmen. Daher wurde sein Gesang live aufgenommen, wofür erstmals ein drahtloses Mikrofon verwendet wurde, welches unter seiner Krawatte versteckt wurde. Audrey Hepburn nahm zwar die Lieder vorher auf, doch wurde im fertigen Film dann ihre Gesangsstimme durch die von Marni Nixon (durch „Dubbing“) ersetzt. Auch Jeremy Bretts Gesangsstimme wurde durch die eines ausgebildeten Sängers, Bill Shirley (Tenor) (* 1921; † 1989), ersetzt. Brett behauptete lange Zeit, er selbst habe das Lied On the Street Where You Live und die Reprisen des Liedes im Film gesungen und Mr. Shirley habe lediglich die höheren Töne gesungen. Erst 1994 gab er zu, dass Shirley es war, der das Lied sang, und er bis zur Premiere nichts davon gewusst hätte. Die erfolgreichste aufgenommene Version von dem Lied war von dem Sänger Vic Damone 1956.
In den 1990er-Jahren drohte das Originalnegativ verlorenzugehen, da es aufgrund der vielen Kopien stark abgenutzt war und sich zu zersetzen begann. Eine aufwendige Restaurierung von Bild und Ton ermöglichte eine Wiederaufführung von My Fair Lady pünktlich zum 30. Jubiläum. Bei der Restaurierung wurden erstmals digitale Techniken eingesetzt, so war die Ouvertüre nur noch durch die Digitalisierung der erhalten gebliebenen Bilder wiederherstellbar.
Die Choreographie zum Film übernahm der Oscarpreisträger Hermes Pan.

## Deutsche Fassung
Die deutsche Synchronfassung entstand 1964 in den Ateliers der Ultra Film Synchron GmbH, Berlin. Sie war eine der aufwendigsten und teuersten der 1960er-Jahre. Eine Besonderheit dabei war die Entscheidung, die einfachen Leute der Straße „berlinern“ zu lassen – entsprechend dem britischen Cockney im Original.
| Rolle                   | Darsteller                           | Deutscher Synchronsprecher                   |
| ----------------------- | ------------------------------------ | -------------------------------------------- |
| Eliza Doolittle         | Audrey Hepburn (Gesang: Marni Nixon) | Uta Hallant (Gesang: Monika Dahlberg)        |
| Professor Henry Higgins | Rex Harrison                         | Friedrich Schoenfelder                       |
| Colonel Hugh Pickering  | Wilfrid Hyde-White                   | Robert Klupp                                 |
| Alfred P. Doolittle     | Stanley Holloway                     | Klaus W. Krause                              |
| Mrs. Higgins            | Gladys Cooper                        | Roma Bahn                                    |
| Freddy Eynsford-Hill    | Jeremy Brett (Gesang: Bill Shirley)  | Joachim Ansorge (Gesang: Karl-Ernst Mercker) |
| Zoltán Kárpáthy         | Theodore Bikel                       | Klaus Miedel                                 |
| Mrs. Pearce             | Mona Washbourne                      | Ursula Grabley                               |
| Mrs. Eynsford-Hill      | Isobel Elsom                         | Ursula Krieg                                 |
| Prinz Gregor            | Henry Daniell                        | Curt Ackermann                               |
| Lady Boxington          | Moyna MacGill                        | Tina Eilers                                  |
| Jamie                   | John Alderson                        | Gerd Duwner                                  |
| Butler                  | John Holland                         | Kurt Mühlhardt                               |
| Ballgast                | Grady Sutton                         | Curt Ackermann                               |

## Filmpreise

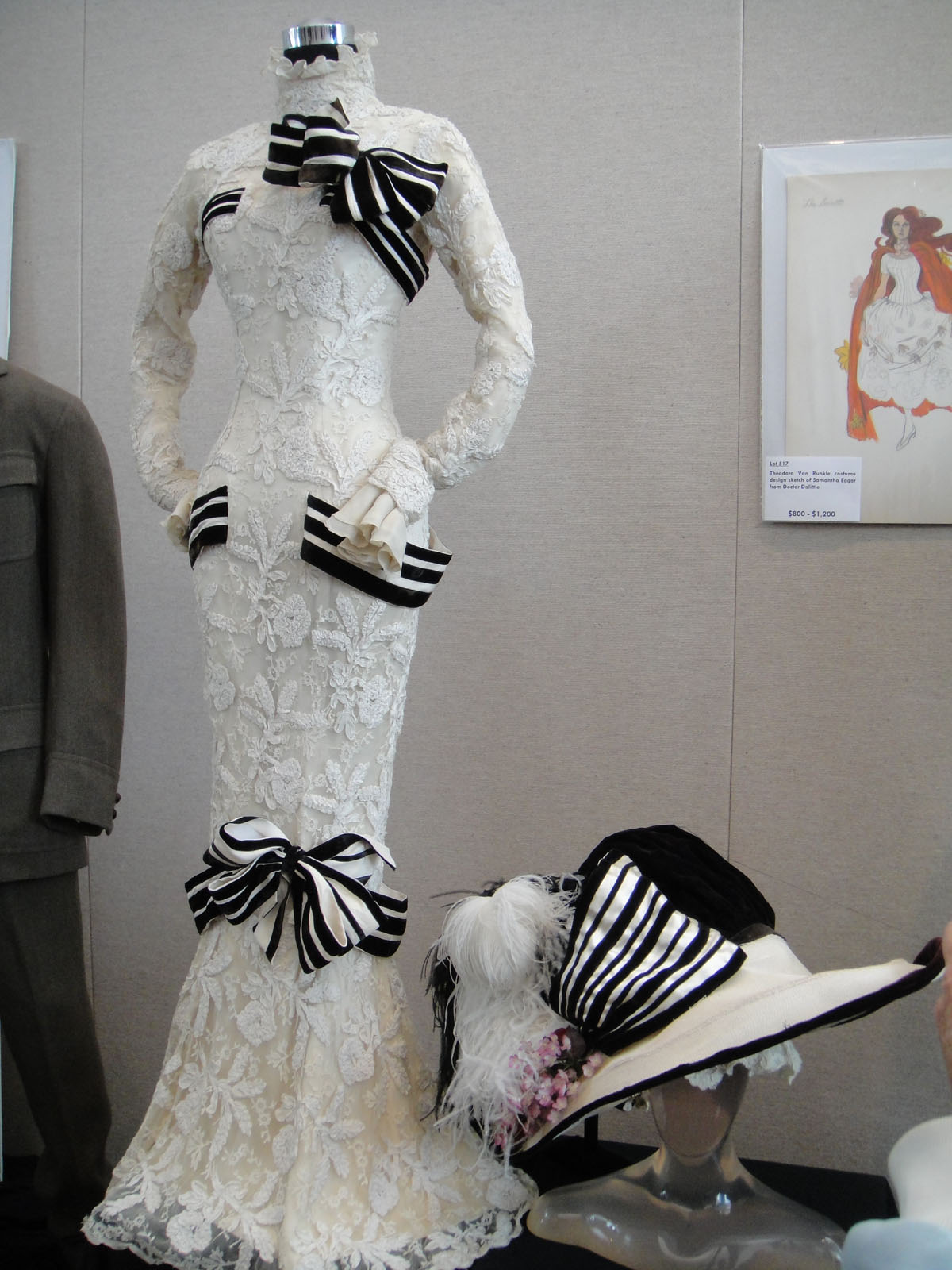
Von Cecil Beaton entworfenes Kostüm aus dem Film

### Oscars 1965
Auszeichnungen
- Bester Film: Jack L. Warner
- Beste Regie: George Cukor
- Bester Hauptdarsteller: Rex Harrison
- Beste Kamera – Farbe: Harry Stradling Sr.
- Bestes Szenenbild – Farbe: Gene Allen, Cecil Beaton, George James Hopkins
- Bestes Kostümdesign – Farbe: Cecil Beaton
- Beste Filmmusik (Bearbeitung): André Previn
- Bester Ton: George Groves

Nominierungen
- Bester Nebendarsteller: Stanley Holloway
- Beste Nebendarstellerin: Gladys Cooper
- Bester Schnitt: William H. Ziegler
- Bestes adaptiertes Drehbuch: Alan Jay Lerner

### Golden Globes
Auszeichnungen
- Bester Film – Komödie oder Musical
- Bester Hauptdarsteller – Komödie oder Musical: Rex Harrison
- Beste Regie: George Cukor

Nominierungen
- Beste Hauptdarstellerin – Komödie oder Musical: Audrey Hepburn
- Bester Nebendarsteller: Stanley Holloway

### Sonstige Filmpreise
- British Film Academy Awards: Bester Film: George Cukor
- Nominierung für den British Film Academy Award: Bester britischer Darsteller: Rex Harrison
- David-Auszeichnung: Bester fremdsprachiger Film: Jack L. Warner
- Directors-Guild-of-America-Auszeichnung – Beste Regieführung in einem Spielfilm: George Cukor, David Hall (Regieassistent)
- Writers-Guild-of-America-Nominierung – Bestes Drehbuch (Musical): Alan Jay Lerner
- Die Filmbewertungsstelle Wiesbaden verlieh der Produktion das Prädikat „besonders wertvoll“.
- 2018 wurde My Fair Lady in das National Film Registry aufgenommen.

## Kritiken
„Aufwendige Verfilmung des klassischen Musicals […] Ein intellektueller Genuß, beispielhaft in der Geschichte des Genres: die hohe Stilisierung, dem Musical ohnehin eigen, wird witzig, gescheit und romantisch auf die Spitze getrieben.“

„In Aufmachung und Ausstattung getreue Bühnenadaption, die trotz Superformat auf filmische Effekte weitgehend verzichtet. Eine gute Unterhaltung.“

## Filmdokumentationen
- The Making of „My Fair Lady“. Video-Dokumentation von Suzie Galler. USA 1994, CBS/Galler West Productions.